# 吳文楚

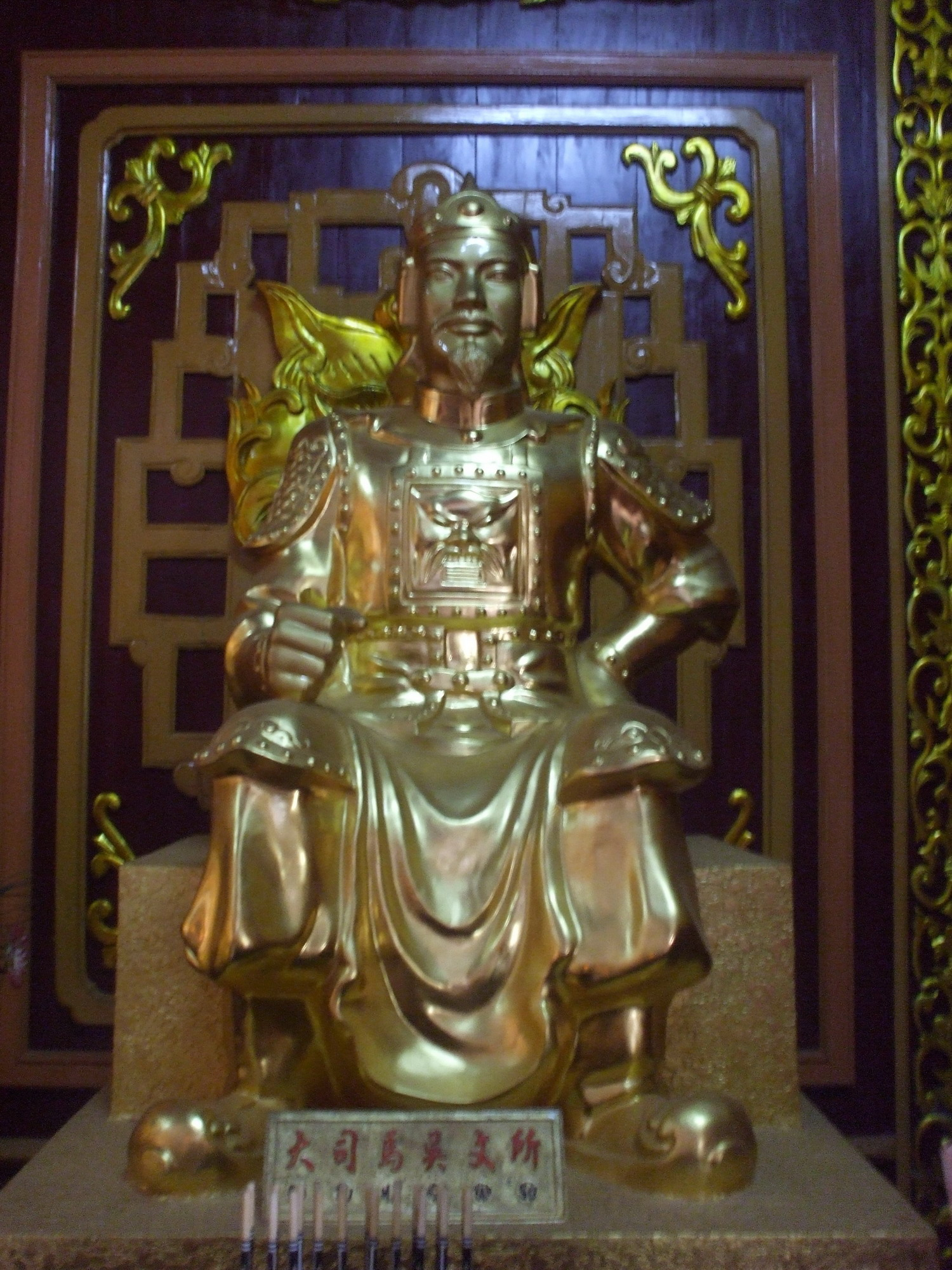
吳文楚

吳文楚（越南语：／；？—1795年），一名吴洪振，越南西山朝將領。

## 生平
吳文楚出生在歸仁府的平溪（今屬平定省西山縣），其先祖來自天祿縣（今河靜省干祿縣）。吳文楚早年時候曾拜吳孟為師學習武術，與裴氏春是同學。
1771年，阮岳、阮侶、阮惠發動西山起義，吳文楚是早期參加的將領。1773年，吳文楚參加了攻打歸仁的戰役。1775年，又隨阮惠進攻富安，擊敗阮主的宋福洽部。1778年，阮岳稱帝後，吳文楚受封為大司馬。1786年，吳文楚追隨龍驤大將軍阮惠北上奪取富春（今順化）既而進兵北河，攻滅鄭主。
1787年，吳文楚和潘文璘隨武文任討伐阮有整。吳文楚和潘文璘被阮惠任命為參贊軍務，以監視武文任的舉動。武文任滅阮有整後，圖謀割據北河自立。吳文楚和潘文璘將此報告阮惠。1788年，阮惠率軍前往昇龍（今河內），吳文楚和潘文璘開城門接入，將武文任殺死。隨後阮惠凱旋而歸，留吳文楚守昇龍，以武文勇、潘文璘、阮文雪、吳時任輔佐。駐守昇龍城的西山軍共八千人。
同年，流亡清朝的後黎朝昭統帝向清朝求援，清朝派遣孫士毅率大軍助其復位。北河的西山軍不敵，清軍長驅直入。吳文楚與謀士吳時任商議，決定拋棄昇龍城，大軍前往三疊山駐紮，等待阮惠大軍的支援。阮惠率軍來到後，吳文楚和潘文璘作為西山軍的先鋒攻打清軍，將其驅逐出境。
在擊敗清軍之後，阮惠決定向清朝求和，1790年，派遣范公治假冒阮惠出使清朝。吳文楚作為西山朝的大臣跟隨前往。這次求和成功緩和了兩國關係，阮惠獲封安南國王。
1792年，阮惠逝世，阮光纘繼位。阮光纘年僅十歲，以裴得宣、陳光耀、武文勇等輔政。1793年，阮福映率軍入侵歸仁。吳文楚與太尉范公興、護駕阮文訓、大司隸黎忠帶兵一萬，支援歸仁的阮岳。
陳光耀、武文勇帶兵在外，太師裴得宣在朝中專權。為了削武文勇兵權，於1795年派遣吳文楚前往北河，替代武文勇。武文勇在回富春的途中遇到了中書令陳文紀，在陳文紀的慫恿下，武文勇發動兵變逮捕了裴得宣，並矯詔令北河節制阮光垂逮捕吳文楚押解回富春。武文勇以他們為謀反，將裴得宣、吳文楚等人投入香江溺死。
1. ↑  《邦交录》之《西山小校吴红振叩禀天朝两广总督部堂大人铃阁下》。
2. ↑  《欽定安南紀略》卷四，第10頁。